# Scafati Basket
Maillots
Le Scafati Basket est un club italien de basket-ball issu de la ville de Scafati. Le club appartient à la LegA, soit la plus haute division du championnat italien sous la dénomination Legea Scafati.

## Historique
Le club est promu en Serie A, la première division, à l'issue de la saison 2021-2022.